# Trgovi
Trgovi is een plaats in de gemeente Dvor in de Kroatische provincie Sisak-Moslavina. De plaats telt 115 inwoners (2001).